# بطليموس العاشر
بعد وفاة بطليموس التاسع لم يكن له وريث للملك ؛ فتولت حكم مصر زوجته الثالثة برنيقة. وعرف أن هناك ابنا للملك الأسبق (بطليموس الثامن) وهو مقيم بروما فعاد إلى مصر وتولى الحكم عام 107 ولقب باسم الإسكندر الأول وتوفي عام 88 ق.م